# João Pedro Gebran Neto
João Pedro Gebran Neto  (Curitiba, 15 de fevereiro de 1964) é um magistrado brasileiro, atualmente desembargador do Tribunal Regional Federal da 4ª Região.

## Formação e carreira
Gebran Neto é formado pela Faculdade de Direito de Curitiba, pós-graduado em Ciências Penais e Processuais Penais e mestre em direito constitucional pela Universidade Federal do Paraná (UFPR).
Tornou-se juiz federal em 1993 e foi promovido a desembargador federal do Tribunal Regional Federal da 4ª Região (TRF-4) em 2013. Atua na 8ª Turma do tribunal, especializada em matéria penal, sendo um dos responsáveis por analisar e julgar, em segunda instância, os recursos dos réus condenados na Operação Lava Jato.

## Decisões na Lava Jato
As decisões do juiz federal Sergio Moro, na primeira instância da Operação Lava Jato, têm sido confirmadas pelas instâncias superiores do Judiciário, a partir do Tribunal Regional Federal da 4ª Região (TRF4), do qual Gebran Neto, faz parte da 8º Turma.

### Marcelo Odebrecht
Em agosto de 2015, Gebran Neto negou o segundo habeas corpus de Marcelo Odebrecht. "A reiteração das condutas delituosas demonstra não só a indiferença do paciente perante o direito, mas também revela maior risco à ordem pública e à necessidade de cessar a atividade criminosa", disse o magistrado. "(Estão) presentes os pressupostos para decretação da prisão preventiva, seja por força do risco à instrução processual, dada a existência de indicativos que o paciente pretendeu destruir provas, seja à ordem pública, ante a reiterada e multiplicidade de condutas ilícitas praticadas por meio de pessoas jurídicas, as quais até hoje mantém contratos com a administração pública.", concluiu.

### Bumlai
Em 24 novembro de 2015 José Carlos Bumlai foi preso na 21ª fase da Lava Jato. Em 27 de novembro teve um habeas corpus negado pelo TRF4.

### Doleiros
Em junho de 2016, A 4ª Seção do TRF4 negou os recursos, conhecidos por embargos infringentes, da doleira Nelma Kodama e do doleiro Carlos Habib Chater. A decisão anterior, da 8ª Turma, da qual o desembargador Gebran Neto atua, manteve a sentença condenatória da 13ª Vara Federal de Curitiba. Eles foram denunciados e condenados nos autos da Operação Lava Jato.

### Paulo Okamoto
Em setembro de 2016, Gebran Neto negou habeas corpus pedido pela defesa de Paulo Okamotto. O desembargador fez uma defesa da lisura da Operação Lava Jato. Gebran Neto rebateu uma por uma as acusações da defesa do presidente do Instituto Lula sobre eventual ilegalidade nas prisões temporárias e outras acusações feitas pela defesa contra o juiz Sergio Moro.

### Eduardo Cunha
Em outubro de 2016, Greban Neto negou habeas corpus pedido pela defesa do ex-deputado Eduardo Cunha (PMDB-RJ). Cunha está preso na custódia da Superintendência da Polícia Federal no Paraná, em Curitiba, desde o dia 19 de outubro. A prisão ocorreu por determinação do juiz federal Sergio Moro, que comanda a Lava Jato na primeira instância. Para o magistrado, prisões preventivas como a determinada contra Cunha se justificam no sentido de se "preservar a ordem pública em um quadro de corrupção sistêmica e de reiteração delitiva".

### Liminar para Soltura de Lula
Gebran Neto participou de controvérsia entre desembargadores do TRF-4 no domingo, 8 de julho de 2018, sobre a soltura ou a manutenção da prisão de Lula, que teve a seguinte cronologia, com todos os fatos ocorrendo no mesmo dia:
- Por volta das nove horas da manhã, o desembargador federal Rogério Favreto, na condição de plantonista do Tribunal Regional Federal da 4ª Região (TRF-4), julgou um pedido de liminar em habeas corpus concedendo a soltura de Lula;[12]
- Mais tarde, por volta do meio-dia, o juiz Sergio Moro, intimado como autoridade coatora, negou a coação e respondeu que apenas havia cumprido determinação anterior do da 8a turma do TRF-4, afirmou que não tinha poder para determinar a prisão ou a soltura de Lula. Entendendo que o desembargador plantonista não teria competência para conceder a liberdade de condenado julgado por órgão colegiado, Moro requereu orientações ao desembargador Gebran Neto;[13]
- Quarenta minutos mais tarde, Favreto emitiu um novo despacho, reiterando a sua decisão de soltura;[14]
- Por volta das treze horas, o Ministério Público Federal pede a reconsideração da liminar deferida as nove horas por Favreto;
- Por volta das catorze horas e vinte minutos, Gebran Neto, que era relator prevento nos processos da Lava Jato em segunda instância, avocou a competência do habeas corpus determinando que não fosse cumprida a decisão de Favreto;[15][16]
- As quinze horas e vinte e três minutos, foi registrado pelos serventuários a exigência de Favreto para que o processo retornasse ao plantão;[17]
- Por volta das dezesseis horas, não obstante a avocação, o desembargador Favreto voltou a determinar a soltura do ex-presidente Lula, com o argumento de que deliberou sobre fatos novos, concedendo o prazo de uma hora para seu cumprimento;[18][19]
- Por volta das dezoito horas, o Ministério Público Federal volta a se manifestar, apresentando requerimento de que o presidente do Tribunal solucionasse a divergência;
- Passados pouco mais de trinta minutos das dezenove horas, o presidente do TRF-4, desembargador federal Carlos Eduardo Thompson Flores Lenz, determinou que Lula permanecesse preso e que o processo retornasse ao relator dos casos da Lava Jato na Corte, o desembargador federal Gebran Neto.

Trecho do despacho de Thompson Flores que solucionou a questão no TRF-4:
"Nessa equação, considerando que a matéria ventilada no habeas corpus não desafia análise em regime de plantão judiciário e presente o direito do Des. Federal Relator em valer-se do instituto da avocação para preservar competência que lhe é própria (Regimento Interno/TRF4R, art. 202), determino o retorno dos autos ao Gabinete do Des. Federal João Pedro Gebran Neto, bem como a manutenção da decisão por ele proferida no evento 17"
Posteriormente, a revista Veja publicou em 11 de agosto de 2018 que "Gebran Neto admitiu a amigos que ignorou a letra fria da lei ao dar decisão contrária à soltura de Lula" na ocasião, "desconsiderando a competência do juiz de plantão". A publicação da notícia fez com que a hashtag "GebranForaDaLei" ficasse entre os assuntos mais comentados do Brasil na rede social Twitter durante grande parte do dia, gerando acusações de parcialidade e desrespeito às instituições por parte do desembargador.[carece de fontes?]
O Tribunal Regional Federal da 4ª Região expediu nota de esclarecimento desmentindo a informação da Revista Veja.

## Publicações

### Artigos
- GEBRAN NETO, João Pedro ; DRESCH, R. L. . A responsabilidade solidária e subsidiária dos entes politicos nas ações e serviços de saúde. Revista do Tribunal Regional Federal 4. Regiao , v. 84, p. 77-103, 2014.
- GEBRAN NETO, João Pedro . Nomeação ao Supremo Tribunal Federal. Revista da Escola da Magistratura do TRF da 4ª Região , v. 1, p. 181-202, 2014.
- GEBRAN NETO, João Pedro . Ações sobre o sistema financeiro da habitação competencia e litisconsorcio. Revista Trimestral de Direito Público, São Paulo, v. 10, p. 212-217, 1995.
- GEBRAN NETO, João Pedro ; SCHIRMER, Mario Sérgio de Albuquerque . Publicidade estatal na constituição federal de 1988. Revista de Direito Público, São Paulo, v. 24, n.95, p. 201-205, 1990.
- GEBRAN NETO, João Pedro . As entidades beneficentes de assistencia social e isenção previdenciária na Nova Constituição. Jurisprudência Brasileira , Curitiba, v. 148, p. 21-27, 1989.
- GEBRAN NETO, João Pedro ; SCHULZE, C. J. . Direito à saúde - análise à luz da jurisprudência. 1. ed. Porto Alegre: Verbo Jurídico, 2015. v. 1. 258p .
- GEBRAN NETO, João Pedro . Ministro Milton Luiz Pereira - Narrativas de uma trajetória exemplar. 1. ed. Brasília: Conselho da Justiça Federal, 2014. 296p .
- GEBRAN NETO, João Pedro . Curso Modular de Direito Constitucional. 1. ed. Sao Paulo: conceito editorial, 2010. v. 2. 578p .
- GEBRAN NETO, João Pedro . Nomeação de Ministros às Cortes Superiores. In: Clèmerson Merlin Clève. (Org.). Direito Constitucional Brasileiro - Organização do Estado e dos Poderes. 1ed.São Paulo: Editora Revista dos Tribunais Ltda, 2014, v. 2, p. 775-820.
- GEBRAN NETO, João Pedro ; LENZ, C. E. T. F. (coordenador) . Nomeação ao Supremo Tribunal Federal. Porto Alegre: Tribunal Regional Federal da 4ª Região, 2014.
- GEBRAN NETO, João Pedro ; Freitas, Vladimir Passos de (coord.) . Um tiro no escuro. Curitiba: Edição do Autor, 2012.
- GEBRAN NETO, João Pedro ; Freitas, Vladimir Passos de (coord.) . Ribeirão Claro e o futebol. Curitiba: Edição do Autor, 2012.

### Livros
- GEBRAN NETO, João Pedro . INQUÉRITO POLICIAL - Arquivamento e princípio da obrigatoriedade. 1. ed. curitiba: Juruá Editora, 2011. v. 1. 90p .
- GEBRAN NETO, João Pedro . A aplicação imediata dos direitos e garantias individuais. 1. ed. São Paulo: Editora Revista dos Tribunais, 2002. v. 1. 203p .
- GEBRAN NETO, João Pedro . Inquérito Policial - O arquivamento e o princípio da obrigatoriedade. 1. ed. Curitiba: Juruá Editora, 1996. v. 1. 108p .